# 伍德蘭希爾斯 (肯塔基州)
伍德蘭希爾斯（英語：Woodland Hills）是一個位於美國肯塔基州傑佛遜縣的城市。

## 地方資料
根據2020年美國人口普查的數據，伍德蘭希爾斯的面積為0.55平方千米，當中陸地面積為0.55平方千米，而水域面積為0.00平方千米。當地共有人口736人，而人口密度為每平方千米1,338.18人。